# Corticaria subimpressa
Corticaria subimpressa is een keversoort uit de familie schimmelkevers (Latridiidae). De wetenschappelijke naam van de soort werd in 1869 gepubliceerd door Zimmermann.